# Capillipedium annamense
Capillipedium annamense är en gräsart som beskrevs av Aimée Antoinette Camus. Capillipedium annamense ingår i släktet Capillipedium och familjen gräs.
Artens utbredningsområde är Vietnam. Inga underarter finns listade i Catalogue of Life.